# إلعب غيرها (مسلسل)
إلعب غيرهاهو مسلسل كوميدي كويتي من إنتاج قناة فنون وعرض 11 أغسطس 2010 من تأليف مشعل الرقعي وإخراج مناف عبدال.

## قصة المسلسل
يتناول العمل العديد من القضايا الاجتماعية والفنية والرياضية والسياسية في قالب كوميدي ساخر يحتوي على النقد البناء من دون تجريح

## فريق الممثلين
| الممثلين        |
| --------------- |
| باسمة حمادة     |
| محمد العجيمي    |
| عبير الجندي     |
| خالد العجيرب    |
| يعقوب عبد الله  |
| محمود بو شهري   |
| فيصل بوغازي     |
| شهاب حاجيه      |
| غرور            |
| هدى إبراهيم     |
| أحمد العونان    |
| مشعل القملاس    |
| إبراهيم الشيخلي |